# Cizio
Cizio (in fenicio: kty; in greco antico: Κίτιον?, Kition; in latino: Citium) è stata una città antica di Cipro, corrispondente al quartiere odierno di Kathari, nella città di Larnaca.

## Storia

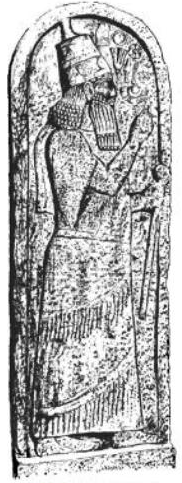
Stele ritrovata a Kition del re assiro Sargon II, che ottenne la sottomissione di Cipro nel 710 a.C..

Kition costituiva un importante centro urbano già dalla fine del XIV secolo a.C. (livello IV della stratificazione archeologica): al momento della sua fondazione svolgeva un ruolo centrale nel commercio mediterraneo. Nell'Area II, corrispondente al quartiere odierno di Kathari su un'altura a nord della città moderna, sono stati rinvenuti diversi edifici di carattere sacro e pubblico, oltre ad una linea di fortificazione e due torri. Il quartiere sacro ospitava i Templi 2 e 3 divisi da un giardino sacro, con fosse, pozzi con canali comunicanti ed una vasca. Gli edifici sacri avevano una pianta tipica levantina con cella latitudinale separata dalla corte tramite un muro.
Il Tempio 2 (14,5 x 9 m) presentava una corte divisa da due file di colonne con l'altare collocato in fondo alla stessa corte; il più piccolo Tempio 3 (6,75 x 4,15 m) disponeva di una serie di banchine per le offerte: entrambi gli edifici erano realizzati con un alzato in mattoni crudi su fondazioni in pietra. I principali oggetti rinvenuti nell'area sacra sono alcuni frammenti ceramici, figurine femminili di tipo miceneo, scorie di rame, perline in faience ed ex voto. La divinità venerata doveva essere legata al culto della fertilità e della metallurgia, benché non si possa escludere la presenza di una coppia divina.
Nel XII-X secolo a.C. (livelli IIIA-I), quando la città è oggetto di una ripianificazione, l'area sacra viene monumentalizzata con blocchi squadrati ampliandone il limite est e riedificando i templi; la rifondazione di questi è attestata dal rinvenimento di "corna di consacrazione", nuovo elemento di carattere cultuale. Intorno al 1000 a.C. un terremoto porta all'abbandono dell’area, e nel secolo successivo questa viene rioccupata dai Fenici (livello 3) che la adattano ai propri costumi religiosi facendo uso della pietra.
Il Tempio 1 (26,4 x 18,4 m) conosce diverse fasi costruttive parallele allo sviluppo economico della città; inizialmente mostra cinque navate e due ingressi con due grandi pilastri, forse ad incorniciare la statua divina. Dagli scavi proviene un piatto in red slip inscritto che ha individuato in Astarte la divinità titolare, pur restando possibile un altro culto. Fra l'VIII ed il V secolo a.C. (livello 2A-2) il tempio subisce diversi rimaneggiamenti, in seguito ai quali le navate vengono ridotte a tre preservando i pilastri. L’ultima fase del V-IV secolo a.C. (livello 1) mostra un riassetto degli interni, forse dovuto alla perdita d'importanza del culto. Nel 312 a.C. Tolomeo pone fine alla dinastia fenicia ed il quartiere sacro viene distrutto con le mura.